# Воя (приток Ликины)
Воя — река в России, протекает по Серовскому району Свердловской области. Устье реки находится в 45 км по правому берегу реки Ликина. Длина реки составляет 21 км.

## Притоки
- 4,3 км: Ивонинская
- 6,5 км: Кедровка

## Данные водного реестра
По данным государственного водного реестра России относится к Иртышскому бассейновому округу, водохозяйственный участок реки — Тавда от истока и до устья, без реки Сосьва от истока до водомерного поста у деревни Морозково, речной подбассейн реки — Тобол. Речной бассейн реки — Иртыш.
Код объекта в государственном водном реестре — 14010502512111200009533.